# Världscupen i nordisk kombination 2012/2013
Världscupen i nordisk kombination 2012/2013 pågår under perioden 24 november 2012-16 mars 2013. Tävlingarna inleddes i Lillehammer i Norge, och avslutas också i samma land, närmare bestämt i Oslo. Den tyska idrottaren Eric Frenzel tog hem segern i Oslo 2013.

## Tävlingskalender

### Individuellt
Källor:
| Omgång                                            | Datum            | Plats                   | Disciplin                   | Etta                        | Tvåa                        | Trea                        | Detaljer                    |
| ------------------------------------------------- | ---------------- | ----------------------- | --------------------------- | --------------------------- | --------------------------- | --------------------------- | --------------------------- |
| 1                                                 | 24 november 2012 | Lillehammer             | HS 100 / 10 km              | Magnus Moan (NOR)           | Jason Lamy-Chappuis (FRA)   | Bernhard Gruber (AUT)       |                             |
| 2                                                 | 25 november 2012 | Lillehammer             | HS 138 / straffrunda        | Magnus Moan (NOR)           | Håvard Klemetsen (NOR)      | Eric Frenzel (GER)          |                             |
| 3                                                 | 1 december 2012  | Kuusamo                 | HS 142 / 10 km              | Jason Lamy-Chappuis         | Magnus Krog                 | Sébastien Lacroix           |                             |
|                                                   | 8 december 2012  | Erzurum                 | Inställt av ekonomiska skäl | Inställt av ekonomiska skäl | Inställt av ekonomiska skäl | Inställt av ekonomiska skäl | Inställt av ekonomiska skäl |
|                                                   | 9 december 2012  | Erzurum                 | Inställt av ekonomiska skäl | Inställt av ekonomiska skäl | Inställt av ekonomiska skäl | Inställt av ekonomiska skäl | Inställt av ekonomiska skäl |
| 4                                                 | 15 december 2012 | Ramsau                  | HS 98 / 10 km               | Magnus Moan                 | Mikko Kokslien              | Fabian Riessle              |                             |
| 5                                                 | 16 december 2012 | Ramsau                  | HS 98 / 10 km               | Mikko Kokslien              | Jason Lamy-Chappuis         | Mario Stecher               |                             |
| 6                                                 | 6 januari 2013   | Schonach im Schwarzwald | HS 106 / 10 km              | Jason Lamy-Chappuis         | Akito Watabe                | Magnus Moan                 |                             |
| 7                                                 | 12 januari 2013  | Chaux-Neuve             | HS 118 / 10 km              | Tino Edelmann               | Bernhard Gruber             | Akito Watabe                |                             |
| 8                                                 | 19 januari 2013  | Seefeld in Tirol        | HS 109 / 10 km              | Eric Frenzel                | Magnus Moan                 | Tino Edelmann               |                             |
| 9                                                 | 20 januari 2013  | Seefeld in Tirol        | HS 109 / 10 km              | Eric Frenzel                | Mikko Kokslien              | Taylor Fletcher             |                             |
| 10                                                | 26 januari 2013  | Klingenthal             | 140 / 10 km                 | Eric Frenzel                | Tino Edelmann               | Wilhelm Denifl              |                             |
| 11                                                | 27 januari 2013  | Klingenthal             | HS 140 / straffrunda        | Eric Frenzel                | Tino Edelmann               | Johannes Rydzek             |                             |
| 12                                                | 2 februari 2013  | Sotji                   | HS 140 / 10 km              | Bernhard Gruber             | Eric Frenzel                | Wilhelm Denifl              |                             |
| 13                                                | 9 februari 2013  | Almaty                  | HS 140 / 10 km              | Björn Kircheisen            | Akito Watabe                | Christoph Bieler            |                             |
| 14                                                | 10 februari 2013 | Almaty                  | HS 140 / 10                 | Christoph Bieler            | Akito Watabe                | Miroslav Dvořák             |                             |
| Världsmästerskapen 2013 (20 februari-3 mars 2013) |                  |                         |                             |                             |                             |                             |                             |
| 15                                                | 8 mars 2013      | Lahtis                  | HS 130 / 10 km              | Eric Frenzel                | Akito Watabe                | Taihei Kato                 |                             |
| 16                                                | 15 mars 2013     | Oslo                    | HS 134 / 10 km              | Eric Frenzel                | Akito Watabe                | Yoshito Watabe              |                             |
| 17                                                | 16 mars 2013     | Oslo                    | HS 134 / 15 km              | Jason Lamy-Chappuis         | Eric Frenzel                | Wilhelm Denifl              |                             |

### Lagtävlingar
source:
| Omgång | Datum           | Plats                   | Disciplin          | Etta                                                                | Tvåa                                                                           | Trea                                                               | Detaljer |
| ------ | --------------- | ----------------------- | ------------------ | ------------------------------------------------------------------- | ------------------------------------------------------------------------------ | ------------------------------------------------------------------ | -------- |
| 1      | 2 december 2012 | Kuusamo                 | HS 142 / lagsprint | Österrike Bernhard Gruber Mario Stecher                             | Norge Haavard Klemetsen Mikko Kokslien                                         | Frankrike Sébastien Lacroix Jason Lamy-Chappuis                    |          |
| 2      | 5 januari 2013  | Schonach im Schwarzwald | HS 106 / lag       | Norge Haavard Klemetsen Magnus Moan Mikko Kokslien Jørgen Graabak   | Tyskland Johannes Rydzek Tino Edelmann Björn Kircheisen Eric Frenzel           | USA Bryan Fletcher Taylor Fletcher Todd Lodwick Bill Demong        |          |
| 3      | 13 januari 2013 | Chaux-Neuve             | HS 118 / lagsprint | Tyskland Eric Frenzel Tino Edelmann                                 | Norge Magnus Moan Jørgen Graabak                                               | Frankrike Sébastien Lacroix Jason Lamy-Chappuis                    |          |
| 4      | 3 februari 2013 | Sotji                   | HS 140 / lag       | Tyskland Manuel Faißt Johannes Rydzek Björn Kircheisen Eric Frenzel | Frankrike Sebastien Lacroix François Braud Maxime Laheurte Jason Lamy Chappuis | Österrike Bernhard Gruber Tomaz Druml Lukas Klapfer Wilhelm Denifl |          |
| 5      | 9 mars 2013     | Lahtis                  | HS 130 / lagsprint | Tyskland Johannes Rydzek Eric Frenzel                               | Tyskland Tino Edelmann Fabian Riessle                                          | Norge Håvard Klemetsen Mikko Kokslien                              |          |

## Slutställning

### Totalt
| Rank |                     | Poäng |
| ---- | ------------------- | ----- |
| 1    | Eric Frenzel        | 1034  |
| 2    | Jason Lamy-Chappuis | 818   |
| 3    | Akito Watabe        | 721   |
| 4    | Bernhard Gruber     | 619   |
| 5    | Magnus Moan         | 592   |
| 6    | Tino Edelmann       | 523   |
| 7    | Mikko Kokslien      | 454   |
| 8    | Wilhelm Denifl      | 418   |
| 9    | Johannes Rydzek     | 407   |
| 10   | Sebastien Lacroix   | 403   |

| Rank |                  | Points |
| ---- | ---------------- | ------ |
| 11   | Björn Kircheisen | 384    |
| 12   | Miroslav Dvořák  | 348    |
| 13   | Christoph Bieler | 327    |
| 14   | Taihei Kato      | 323    |
| 15   | Yoshito Watabe   | 310    |
| 16   | Taylor Fletcher  | 303    |
| 17   | Håvard Klemetsen | 272    |
| 18   | Magnus Krog      | 264    |
| 19   | Marjan Jelenko   | 261    |
| 19   | Jørgen Graabak   | 259    |

| Rank |                 | Poäng |
| ---- | --------------- | ----- |
| 21   | Bryan Fletcher  | 256   |
| 22   | Francois Braud  | 230   |
| 23   | Hideaki Nagai   | 220   |
| 24   | Mario Seidl     | 206   |
| 25   | Fabian Riessle  | 173   |
| 26   | Mario Stecher   | 171   |
| 27   | Jan Schmid      | 160   |
| 28   | Maxime Laheurte | 137   |
| 29   | Janis Morweiser | 133   |
| 30   | Tomaz Druml     | 126   |

### Nations Cup
| Rank |           | Poäng |
| ---- | --------- | ----- |
| 1    | Tyskland  | 4105  |
| 2    | Norge     | 3178  |
| 3    | Österrike | 2932  |
| 4    | Frankrike | 2460  |
| 5    | Japan     | 2236  |
| 6    | USA       | 1287  |
| 7    | Tjeckien  | 1043  |
| 8    | Slovenien | 578   |
| 9    | Finland   | 226   |
| 10   | Italien   | 208   |

### Fotnoter
1. 1 2  ”"DKB" FIS Nordic Combined World Cup 2012/13”. FIS. Arkiverad från originalet den 15 december 2012. https://web.archive.org/web/20121215160622/http://www.fisnordiccombined.com/uk/venues1/calendar.html. Läst 24 november 2012.
2. ↑  ”Nordic Combined - Erzurum event cancelled”. Eurosport. 7 november 2012. Arkiverad från originalet den 5 januari 2013. https://archive.is/20130105091050/http://uk.eurosport.yahoo.com/news/nordic-combined-erzurum-event-cancelled-052741507.html. Läst 25 november 2012.